# Casimirella rupestris
Casimirella rupestris är en tvåhjärtbladig växtart som först beskrevs av Adolpho Ducke, och fick sitt nu gällande namn av Richard Alden Howard. Casimirella rupestris ingår i släktet Casimirella och familjen Icacinaceae. Inga underarter finns listade i Catalogue of Life.